# Forever (canción de Papa Roach)
«Forever» (En inglés Para siempre) es el segundo sencillo del álbum The Paramour Sessions y el noveno en total de la banda estadounidense de Rock Papa Roach. Alcanzó el segundo puesto durante 9 semanas en la lista de Alternative Songs y durante 6 semanas el mismo puesto en Mainstream Rock Tracks. También obtuvo el puesto 6 de las canciones de Rock más descargadas en iTunes y el 57 en general.

## Video musical
Hubo un concurso en YouTube en el que los aficionados crean sus propios vídeos para la canción, con el vídeo oficial, dirigida por Meiert Avis, hecha el 23 de mayo de 2007 en el área de Los Ángeles. El 15 de junio de 2007, el vídeo hizo su debut oficial en AOL.

## Lista de canciones
| Single |                                |          |  |
| N.º    | Título                         | Duración |  |
| 1.     | «Forever» ((Versión de Álbum)) | 4:06     |  |
| 2.     | «Forever» ((Versión Editada))  | 4:06     |  |

## Listas
| Listas (2007)                         | Posición Más Alta |
| ------------------------------------- | ----------------- |
| U.S. Billboard Hot 100                | 55                |
| U.S. Billboard Pop 100                | 51                |
| U.S. Billboard Modern Rock Tracks     | 2                 |
| U.S. Billboard Mainstream Rock Tracks | 2                 |
| U.S. Billboard Hot Digital Songs      | 53                |